# John Longden
John Longden est un acteur, scénariste et réalisateur anglais, né à Calcutta (Inde ; alors Inde britannique) le 11 novembre 1900, mort à Londres (Angleterre, Royaume-Uni) le 26 mai 1971.

## Biographie
John Longden mène toute sa carrière au Royaume-Uni, principalement comme acteur, au cinéma (notamment pour Alfred Hitchcock - cinq films -) de 1926 à 1964, et à la télévision de 1951 - avec un téléfilm - à 1963 (ainsi, 12 épisodes de la série The Vise de 1955 à 1959, ou encore 12 épisodes de la série Robin des Bois de 1956 à 1958).
Il réalise un unique film en 1932, Come into My Parlour. Enfin, il est scénariste de trois films (et interprète de deux d'entre eux, le troisième étant le pré-cité).

## Filmographie partielle
(comme acteur, sauf mention contraire)
- 1926 : The House of Marney de Cecil Hepworth
- 1926 : The Ball of Fortune de Hugh Croise
- 1927 : The Flight Commander de Maurice Elvey
- 1927 : The Arcadians de Victor Saville
- 1927 : The Glad Eye de Maurice Elvey
- 1928 : Mademoiselle Parley Voo (+ coscénariste) de Maurice Elvey
- 1928 : Palais de danse (+ scénariste) de Maurice Elvey
- 1928 : What Money can buy d'Edwin Greenwood
- 1929 : The Last Post de Dinah Shurey
- 1929 : The Flying Squad d'Arthur Maude
- 1929 : Atlantic d'Ewald André Dupont
- 1929 : Chantage (Blackmail) d'Alfred Hitchcock
- 1930 : L'Amour, maître des choses (The Flame of Love) de Richard Eichberg et Walter Summers
- 1930 : Junon et le Paon (Juno and the Paycock) d'Alfred Hitchcock
- 1930 : Children of Chance d'Alexander Esway
- 1931 : The Wickham Mystery de G.B. Samuelson
- 1931 : The Skin Game d'Alfred Hitchcock
- 1931 : The Ringer de Walter Forde
- 1932 : Come into my Parlour (réalisateur et coscénariste)
- 1932 : Rynox de Michael Powell
- 1933 : Born Lucky de Michael Powell
- 1934 : The Silence of Dean Maitland de Ken G. Hall
- 1936 : Thoroughbred de Ken G. Hall
- 1937 : Jenifer Hale de Bernard Mainwaring
- 1937 : Little Miss Somebody de Walter Tennyson
- 1937 : Jeune et Innocent (Young and Innocent) d'Alfred Hitchcock
- 1938 : Bad Boy de Lawrence Huntington
- 1938 : The Gaunt Stranger de Walter Forde
- 1939 : Armes secrètes (Q Planes) de Tim Whelan et Arthur B. Woods
- 1939 : Au revoir Mr. Chips (Goodbye Mr. Chips) (non crédité) de Sam Wood
- 1939 : La Taverne de la Jamaïque (Jamaica Inn) d'Alfred Hitchcock
- 1940 : Espionne à bord (Contraband) de Michael Powell
- 1941 : Old Mother Riley's Circus de Thomas Bentley
- 1941 : The Common Touch de John Baxter
- 1942 : Rose of Tralec de Germain Burger
- 1943 : P.H. contre Gestapo (The Silver Fleet) de Vernon Sewell et Gordon Wellesley
- 1947 : The Ghosts of Berkeley Square de Vernon Sewell
- 1947 : Busty Bates de Darrell Catling
- 1948 : The Last Load de John Baxter
- 1948 : Anna Karénine (Anna Karenina) de Julien Duvivier
- 1948 : La Grande Révolte (Bonnie Prince Charlie) d'Anthony Kimmins
- 1949 : Trapped by the Terror de Cecil Musk
- 1950 : The Elusive Pimpernel de Michael Powell et Emeric Pressburger
- 1951 : Les Trafiquants du Danube (Pool of London) de Basil Dearden
- 1951 : The Dark Light de Vernon Sewell
- 1951 : La Boîte magique (The Magic Box) de John Boulting
- 1952 : Blueprint for Danger de Morton Lewis
- 1954 : Dangerous Cargo de John Harlow
- 1954 : Meet Mr. Callaghan de Charles Saunders
- 1955 : Le Bateau qui mourut de honte de Basil Dearden
- 1955 : Alias John Preston de David MacDonald
- 1957 : La Marque (Quatermass 2) de Val Guest
- 1957 : Three Sundays to Live d'Ernest Morris
- 1959 : A Woman's Temptation de Godfrey Grayson
- 1960 : An Honourable Murder de Godfrey Grayson
- 1961 : So Evil de Godfrey Grayson
- 1963 : Lancelot chevalier de la reine (Lancelot and Guinevere) (non crédité) de Cornel Wilde
- 1964 : Der Fall X 701 (ou Frozen Alive) de Bernard Knowles